# Старово (Нерльське сільське поселення)
Старово (рос. Старово) — присілок в Калязінському районі Тверської області Російської Федерації.
Населення становить 10 осіб. Входить до складу муніципального утворення Нерльське сільське поселення.

## Історія
Від 2005 року входило до складу муніципального утворення Нерльське сільське поселення.

## Населення
| 1859 | 1905 | 2002 | 2010 |
| ---- | ---- | ---- | ---- |
| 138  | ↘121 | ↘10  | →10  |